# She's Out of My Life
She's Out of My Life is de vierde single van het album Off the Wall van zanger Michael Jackson. Dit nummer verschilt met de drie voorgaande singles in het feit dat dit een rustige ballad is, terwijl de eerdere allemaal up-tempo disconummers zijn. De zang van Jackson is op dit nummer volgens de recensenten "op zijn best". Vooral het moment aan het einde van het nummer waarop het woord life met een gebroken stem wordt gezongen en Jackson in tranen uitbarst, schijnt cruciaal te zijn. Jackson heeft meerdere takes geprobeerd "normaal" te eindigen, maar hij eindigde steeds in tranen, waarna producer Quincy Jones het maar in het nummer liet zitten.
Het nummer werd geschreven door Tom Bahler, nadat hij en Karen Carpenter uit elkaar waren gegaan omdat zij erachter was gekomen dat hij een buitenechtelijk kind had. Hij schreef er een lied over dat hij in eerste instantie voor Frank Sinatra bestemd had.
In 2005 maakte Patti LaBelle een cover van het nummer voor haar album Classic Moments.

## Tracklist

### Britse single
1. She's Out of My Life – 3:38
2. You Push Me Away (met The Jacksons)

### Amerikaanse single
1. She's Out of My Life – 3:38
2. Get on the Floor – 4:57